# Union pour la démocratie
Pour le parti saint-martinois, voir Union pour la démocratie (Saint-Martin).
L’Union pour la démocratie (UPLD) est une coalition de partis politiques en Polynésie française, formée en 2004. Elle regroupait à l'origine les formations indépendantistes et autonomistes, adversaires du Tahoeraa huiraatira du centre et de gauche, dont la composante principale est le Tavini huiraatira, parti d'Oscar Temaru. À partir de 2007, l'UPLD est une coalition entièrement de gauche et indépendantiste (il faut attendre 2013 pour voir le retour d'une composante autonomiste, l'Ai'a Api).

## Historique
Lors de la création, elle regroupait les partis suivants :
- Tavini huiraatira (gauche, indépendantiste, socialiste) ;
- Ia mana te nunaa (gauche, indépendantiste, marxiste) ;
- Heiura - Les Verts (centre gauche, indépendantiste, écologiste) ;
- Ai'a Api (centre gauche, autonomiste, radical-socialiste) ;
- Here ai'a (centre droit, autonomiste) ;
- le Fetia Api (centre droit, autonomiste, libéral) ;
- et le No oe e te nunaa (centre, autonomiste) de Nicole Bouteau.

Les deux derniers sont désormais proches du Mouvement démocrate qui soutient leurs candidats aux législatives.
Le Fetia Api s'est désolidarisé de l'UPLD ainsi que No oe e te nunaa et le Ai'a api à la suite des déclarations sur la revendication à l'indépendance de la Polynésie Française faites par le leader du Tavini Oscar Temaru. Le Ai'a Api est ensuite revenu dans l'UPLD en février 2013.
L'UPLD est représentée par 20 élus à l'Assemblée de la Polynésie française, qui en compte en tout 57 (2007). Ces 20 élus rejoignent le groupe de l'Union pour le développement, la stabilité et la paix en février 2008, formé avec leur ancien adversaire le Tahoeraa huiraatira. Cette alliance s'achève par le retour de ce dernier dans l'opposition à Oscar Temaru en avril 2009, et le groupe UPLD est reformé en avril 2010.
L'UPLD est représentée à Paris par Richard Tuheiava, élu sénateur le 21 septembre 2008 aux côtés de Gaston Flosse. L'UPLD subit un revers en perdant l'élection des représentants à l'Assemblée de la Polynésie française de 2013 en obtenant 40 441 voix, soit 29,26 % des voix et 11 sièges sur 57 le 5 mai, au second tour.
Depuis 2013, l'UPLD est composée des partis suivants : 
- Tavini huiraatira (gauche, indépendantiste, socialiste, 9 élus), président : Oscar Temaru ;
- Ia mana te nunaa (gauche, indépendantiste, marxiste, 1 élu), meneur fondateur : Jacqui Drollet, secrétaire général : Joël Teipoarii ;
- Te henua enata a tu (centre gauche, localisme, défense des intérêts des îles Marquises, 1 élue), président : Benoît Kautai ;
- Heiura - Les Verts (centre gauche, indépendantiste, écologiste, 0 élu), dirigeant : Jacky Bryant ;
- Ai'a Api (centre gauche, autonomiste, radical-socialiste, 0 élu), président : Émile Vernaudon.

## Résultats électoraux

### Élections territoriales
| Année | 1er tour | 1er tour | 1er tour | 2d tour | 2d tour | 2d tour | Sièges  |
| Année | Voix     | %        | Rang     | Voix    | %       | Rang    | Sièges  |
| ----- | -------- | -------- | -------- | ------- | ------- | ------- | ------- |
| 2004  |          |          |          |         |         |         | 28 / 57 |
| 2008  |          |          |          |         |         |         | 20 / 57 |
| 2013  | 30 781   | 24,09    | 2e       | 40 441  | 29,26   | 2e      | 11 / 57 |